# Punto di Feynman

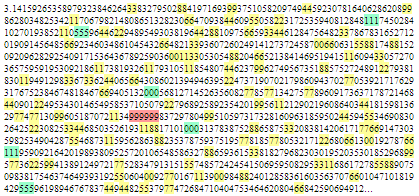
Rappresentazione grafica della posizione del Punto di Feynman nella serie dei decimali del Pi greco

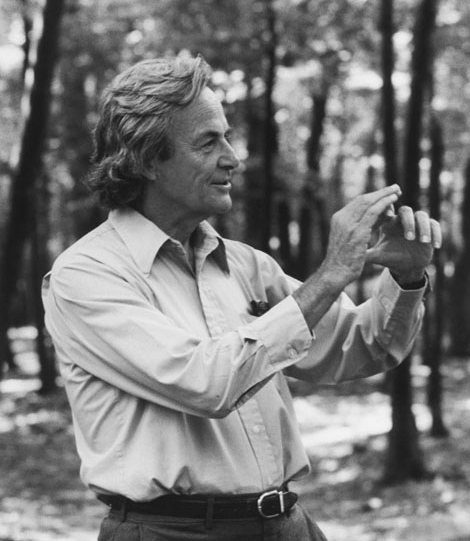
Richard Feynman

Il punto di Feynman è una sequenza di sei 9 consecutivi che inizia alla 762-esima cifra decimale della rappresentazione decimale di π.
Prende il nome da un aneddoto attribuito al premio Nobel per la fisica Richard Feynman.
Durante una conferenza Feynman affermò che avrebbe voluto imparare a memoria le cifre di π fino a quel punto, per poterle recitare e concludere, a mo' di battuta, dicendo "nove nove nove nove nove nove e così via", suggerendo così, erroneamente, la razionalità di π.

## Considerazioni statistiche
La singolarità di questa serie di cifre identiche è comprensibile se si considera che il π è ritenuto essere un numero normale in base 10 (anche se è solo una congettura).
In un numero decimale normale ogni cifra da 0 a 9, in una serie statistica numerosa, dovrebbe capitare con la medesima probabilità (1/10); una coppia di cifre identiche (00, 11, ... 99) dovrebbe capitare in 1/100 di casi nella serie considerata, e così via.
Per un qualsiasi numero normale scelto a caso, la probabilità che una sequenza di sei cifre scelte occorra così presto nella rappresentazione decimale è solo dello 0,08%.
Nel caso di π, la successiva sequenza di sei cifre consecutive identiche è anch'essa composta da sei 9, e si trova alla posizione 193.034. Un'altra sequenza di questo tipo, composta però da sei 8, si può trovare alla posizione 222.299. Riguardo alle cifre rimanenti, lo 0 è l'ultimo ad apparire 6 volte consecutivamente, e tale sequenza si trova alla posizione 1.699.927.
Il punto di Feynman è anche la prima occorrenza di quattro e cinque cifre identiche consecutive. La successiva sequenza di quattro cifre consecutive identiche è formata da quattro 7 e si trova alla posizione 1.589.
La posizione m della prima occorrenza di una sequenza composta da n nove consecutivi è per n che varia da 1 a 9: m(n)= 5; 44; 762; 762; 762; 762; 1.722.776; 36.356.642; 564.665.206. (sequenza A048940 dell'OEIS)
| 3, | 1415926535 8979323846 2643383279 5028841971 6939937510 5820974944 5923078164 0628620899 8628034825 3421170679 8214808651 3282306647 0938446095 5058223172 5359408128 4811174502 8410270193 8521105559 6446229489 5493038196 4428810975 6659334461 2847564823 3786783165 2712019091 4564856692 3460348610 4543266482 1339360726 0249141273 7245870066 0631558817 4881520920 9628292540 9171536436 7892590360 0113305305 4882046652 1384146951 9415116094 3305727036 5759591953 0921861173 8193261179 3105118548 0744623799 6274956735 1885752724 8912279381 8301194912 9833673362 4406566430 8602139494 6395224737 1907021798 6094370277 0539217176 2931767523 8467481846 7669405132 0005681271 4526356082 7785771342 7577896091 7363717872 1468440901 2249534301 4654958537 1050792279 6892589235 4201995611 2129021960 8640344181 5981362977 4771309960 5187072113 4999999 |